# Taukar
Taukar (arab. طوكر; ang. Tokar) – miasto w północno-wschodnim Sudanie, w Prowincji Morza Czerwonego. W 2012 roku liczyło 29 837 mieszkańców.